# راکلیف، یورک
راکلیف (به انگلیسی: Rawcliffe) یک روستا و محله مدنی در بریتانیا است که در شهر یورک واقع شده‌است. راکلیف ۶٬۵۱۱ نفر جمعیت دارد.